# Episodi di OK K.O.! (prima stagione)
La prima stagione della serie animata OK K.O.!, composta da 52 episodi, è stata trasmessa negli Stati Uniti, da Cartoon Network, dal 1º agosto 2017 al 6 aprile 2018.
In Italia è stata trasmessa dal 27 novembre 2017 al 7 agosto 2018.
| nº    | Titolo originale                  | Titolo italiano                 | Prima TV USA      | Prima TV Italia |
| ----- | --------------------------------- | ------------------------------- | ----------------- | --------------- |
| 1     | Let's Be Heroes                   | Voglio essere un eroe           | 1º agosto 2017    |                 |
| 2     | Let's Be Friends!                 | Diventiamo amici                | 1º agosto 2017    |                 |
| 3     | You're Everybody's Sidekick       | Un amico prezioso               | 1º agosto 2017    |                 |
| 4     | We Messed Up                      | Un bel pasticcio                | 1º agosto 2017    |                 |
| 5     | Jethro's All Yours                | Io sono Jethro                  | 2 agosto 2017     |                 |
| 6     | You're Level 100                  | Livello 100                     | 2 agosto 2017     |                 |
| 7     | Sibling Rivalry                   | Rivalità fraterna               | 3 agosto 2017     |                 |
| 8     | I Am Dendy                        | Io sono Dendy                   | 3 agosto 2017     |                 |
| 9     | Do You Have Any More in the Back? | Avventura nel retro del negozio | 4 agosto 2017     |                 |
| 10    | My Dad Can Beat Up Your Dad!      | Mio padre può battere il tuo    | 4 agosto 2017     |                 |
| 11    | You Get Me                        | Tu mi capisci                   | 7 agosto 2017     |                 |
| 12    | You Are Rad                       | Rad contro Rad                  | 8 agosto 2017     |                 |
| 13    | Just Be a Pebble                  | Solo un sassolino               | 9 agosto 2017     |                 |
| 14    | Presenting Joe Cuppa              | Ecco a voi Joe Tazza            | 10 agosto 2017    |                 |
| 15    | We've Got Pests                   | Arrivano le pesti               | 14 agosto 2017    |                 |
| 16    | Legends of Mr. Gar                | Gar: la leggenda                | 15 agosto 2017    |                 |
| 17    | Know Your Mom                     | La festa della mamma            | 16 agosto 2017    |                 |
| 18    | We're Captured                    | Siamo in trappola               | 17 agosto 2017    |                 |
| 19    | Face Your Fears                   | Un nemico da sconfiggere        | 21 agosto 2017    |                 |
| 20    | Everybody Likes Rad?              | Tutti pazzi per Rad             | 22 agosto 2017    |                 |
| 21    | You Have to Care                  | Una vecchia amica               | 23 agosto 2017    |                 |
| 22    | Plaza Prom                        | Una festa perfetta              | 24 agosto 2017    |                 |
| 23    | Second First Date                 | Il secondo primo appuntamento   | 1º settembre 2017 |                 |
| 24    | One Last Score                    | Un ultimo colpo                 | 1º settembre 2017 |                 |
| 25-26 | T.K.O.                            | Il K.O. cattivo                 | 4 settembre 2017  |                 |
| 27    | Stop Attacking the Plaza          | Basta attaccare il Plaza        | 8 settembre 2017  | 10 luglio 2018  |
| 28    | We've Got Fleas                   | Abbiamo le pulci                | 15 settembre 2017 |                 |
| 29    | No More Pow Cards                 | Niente Carte Potere             | 22 settembre 2017 |                 |
| 30    | A Hero's Fate                     | Il destino di un Eroe           | 29 settembre 2017 |                 |
| 31    | Let's Have a Stakeout             | Facciamo un appostamento        | 29 settembre 2017 |                 |
| 32    | Rad Likes Robots                  | A Rad piacciono i robot         | 6 ottobre 2017    |                 |
| 33    | KO's Video Channel                | Il canale video di K.O.         | 6 ottobre 2017    |                 |
| 34    | The Power Is Yours                | Salviamo il pianeta!            | 9 ottobre 2017    |                 |
| 35    | Glory Days                        | Lavoro di squadra               | 13 ottobre 2017   |                 |
| 36    | Plazalympics                      | Le olimpiadi degli eroi         | 20 ottobre 2017   |                 |
| 37    | We Got Hacked                     | Siamo stati hackerati           | 27 ottobre 2017   |                 |
| 38    | Parents' Day                      | Il segreto di Enid              | 27 ottobre 2017   |                 |
| 39    | Back in Red Action                | Furia Rossa in azione           | 3 novembre 2017   |                 |
| 40    | Let's Take a Moment               | Tattiche di squadra             | 10 novembre 2017  |                 |
| 41    | Villains' Night Out               | La serata dei cattivi           | 17 novembre 2017  | 25 luglio 2018  |
| 42    | Villains' Night In                | La serata a casa dei cattivi    | 17 novembre 2017  | 31 luglio 2018  |
| 43    | Let's Watch the Pilot             | Gli inizi della serie           | 19 febbraio 2018  | 9 luglio 2018   |
| 44    | Mystery Science Fair 201X         | La mostra di scienze            | 19 febbraio 2018  |                 |
| 45    | RMS & Brandon's First Episode     | Due amici e una cornice         | 26 febbraio 2019  |                 |
| 46    | Lad & Logic                       | Giovane e Logico                | 26 febbraio 2019  |                 |
| 47    | OK Dendy! Let's Be K.O.!          | La migliore sostituta           | 5 marzo 2018      |                 |
| 48    | Plaza shorts                      | Corti Plaza                     | 5 marzo 2018      |                 |
| 49    | Let's Not Be Skeletons            | Non diventeremo scheletri       | 12 marzo 2018     |                 |
| 50    | Action News                       | Lo scoop                        | 12 marzo 2018     | 6 agosto 2018   |
| 51    | The Perfect Meal                  | Il pasto perfetto               | 19 marzo 2018     |                 |
| 52    | Hope This Flies                   | Un furgone volante              | 19 marzo 2018     |                 |
| 53-54 | You're in Control                 | Scontro finale                  | 6 aprile 2018     | 7 agosto 2018   |